# Satz vom primitiven Element
Der Satz vom primitiven Element ist ein mathematischer Satz aus der Algebra, der hinreichende Bedingungen dafür angibt, dass eine Körpererweiterung eine einfache Körpererweiterung ist. Sind {\displaystyle K\subseteq L} Körper, dann wird die Körpererweiterung einfach genannt, wenn sie durch Adjunktion eines einzelnen Elements erzeugt werden kann. Ein solches, im Allgemeinen nicht eindeutig bestimmtes Element {\displaystyle a\in L} mit {\displaystyle L=K(a)}, wird primitives Element genannt. Der Satz vom primitiven Element wurde von Galois vollständig bewiesen und findet sich in einer Publikation von Abel aus dem Jahre 1829, auf die sich Évariste Galois in seinem Mémoire sur les conditions [...] (neben Arbeiten von Lagrange und Gauß) gestützt hat.

## Satz
Es gibt zwei Sätze, die als Satz vom primitiven Element bezeichnet werden, wobei der zweite Satz eine Folgerung aus dem ersten ist.
- Eine Körpererweiterung {\displaystyle L/K} ist einfach, wenn {\displaystyle L} von der Form {\displaystyle L=K(a,c_{1},c_{2},\ldots ,c_{n})} mit einem über {\displaystyle K} algebraischen Element {\displaystyle a} und über {\displaystyle K} separablen Elementen {\displaystyle c_{1},c_{2},\ldots ,c_{n}} ist.
- Jede endliche separable Körpererweiterung ist einfach.

## Bedeutung
Insbesondere sind endliche Galois-Erweiterungen von dieser Form und daher einfach. Ist {\displaystyle L=K(a)} eine solche Erweiterung, so ist ein Element der Galoisgruppe, das heißt ein {\displaystyle K}-Automorphismus {\displaystyle \sigma } von {\displaystyle L}, bereits eindeutig durch den Wert {\displaystyle \sigma (a)} bestimmt. Mit Hilfe eines primitiven Elementes kann auch die Galoisgruppe eines Polynoms bzw. einer Körpererweiterung bestimmt werden. Darin liegt die Bedeutung dieses Satzes für die Galoistheorie.

## Beispiele
- {\displaystyle \textstyle \mathbb {Q} ({\sqrt {2}},{\sqrt {3}})} ist eine Körpererweiterung über {\displaystyle \textstyle \mathbb {Q} }. Ein mögliches primitives Element {\displaystyle \textstyle t\in \mathbb {Q} ({\sqrt {2}},{\sqrt {3}})} ist

{\displaystyle t={\sqrt {2}}+{\sqrt {3}}},
denn mit
{\displaystyle t^{2}=5+2{\sqrt {6}}}, {\displaystyle \quad t^{3}=11{\sqrt {2}}+9{\sqrt {3}}\quad } und {\displaystyle \quad t^{4}=49+20{\sqrt {6}}}
ergibt sich, dass t Nullstelle des Polynoms {\displaystyle \textstyle x^{4}-10x^{2}+1} und damit algebraisch über {\displaystyle \textstyle \mathbb {Q} } ist.
Außerdem erhält man die Gleichungen:
{\displaystyle t^{3}-9t=2{\sqrt {2}}\quad }  und  {\displaystyle \quad t^{3}-11t=-2{\sqrt {3}}}.
Damit lassen sich {\displaystyle \textstyle {\sqrt {2}}} und {\displaystyle \textstyle {\sqrt {3}}} durch Polynome mit der Variablen t ersetzen:
{\displaystyle {\sqrt {2}}={\tfrac {1}{2}}(t^{3}-9t)} und {\displaystyle {\sqrt {3}}=-{\tfrac {1}{2}}(t^{3}-11t)}.
Also ist
{\displaystyle \mathbb {Q} ({\sqrt {2}},{\sqrt {3}})=\mathbb {Q} ({\sqrt {2}}+{\sqrt {3}})}
und {1, t, t2, t3} eine Basis von {\displaystyle \textstyle \mathbb {Q} ({\sqrt {2}},{\sqrt {3}})} als Vektorraum über {\displaystyle \textstyle \mathbb {Q} }. Eine andere mögliche Basis ist {{\displaystyle \textstyle 1,{\sqrt {2}},{\sqrt {3}},{\sqrt {6}}}}, d. h.
{\displaystyle \mathbb {Q} ({\sqrt {2}},{\sqrt {3}})=\{a+b{\sqrt {2}}+c{\sqrt {3}}+d{\sqrt {6}}\mid a,b,c,d\in \mathbb {Q} \}} .
Es handelt sich also um eine algebraische Körpererweiterung vom Grad vier.
- Das Polynom {\displaystyle \textstyle x^{4}-5x^{2}+6=(x^{2}-2)(x^{2}-3)} hat die Nullstellen {\displaystyle \textstyle x_{1}={\sqrt {2}},\quad x_{2}=-{\sqrt {2}},\quad x_{3}={\sqrt {3}},\quad x_{4}=-{\sqrt {3}}} und hat somit {\displaystyle \textstyle \mathbb {Q} ({\sqrt {2}},{\sqrt {3}})} als Zerfällungskörper. Wie oben gezeigt, ist {\displaystyle \textstyle t_{1}={\sqrt {2}}+{\sqrt {3}}} ein primitives Element und die vier Nullstellen können somit als Polynome p1, p2, p3, p4 mit der Variablen t1 dargestellt werden:

{\displaystyle x_{1}=p_{1}(t_{1})={\tfrac {1}{2}}(t_{1}^{3}-9t_{1})},
{\displaystyle x_{2}=p_{2}(t_{1})=-{\tfrac {1}{2}}(t_{1}^{3}-9t_{1})},
{\displaystyle x_{3}=p_{3}(t_{1})=-{\tfrac {1}{2}}(t_{1}^{3}-11t_{1})},
{\displaystyle x_{4}=p_{4}(t_{1})={\tfrac {1}{2}}(t_{1}^{3}-11t_{1})},
Das primitive Element t1 ist – wie oben berechnet – Nullstelle des über {\displaystyle \textstyle \mathbb {Q} } irreduziblen Polynoms {\displaystyle \textstyle x^{4}-10x^{2}+1=\left(x^{2}-5\right)^{2}-24}. Die anderen Nullstellen dieses Polynoms erhält man durch zweimaliges Wurzelziehen – zusammen mit der Beziehung {\displaystyle 5\pm 2{\sqrt {6}}=({\sqrt {2}}\pm {\sqrt {3}})^{2}}:
{\displaystyle t_{2}=-{\sqrt {2}}+{\sqrt {3}},\quad t_{3}={\sqrt {2}}-{\sqrt {3}},\quad t_{4}=-{\sqrt {2}}-{\sqrt {3}}}.
Ersetzt man nun in den Polynomen p1, ... p4 die Variable t1 durch t2, t3 oder t4, so ergeben sich wiederum die Nullstellen x1, x2, x3, x4 des Ausgangspolynoms, allerdings in einer anderen Reihenfolge. Diese Permutationen der Nullstellen entsprechen jeweils einer Operation eines Elementes der Galoisgruppe auf diesen Nullstellen.
Einsetzen von t1 liefert die Identität, die übrigen Beziehungen ergeben sich durch Nachrechnen:
{\displaystyle p_{1}(t_{1})=x_{1},\quad p_{2}(t_{1})=x_{2},\quad p_{3}(t_{1})=x_{3},\quad p_{4}(t_{1})=x_{4},\quad \Longrightarrow \quad \sigma _{1}:\left(x_{1},x_{2},x_{3},x_{4}\right)\mapsto \left(x_{1},x_{2},x_{3},x_{4}\right)},
{\displaystyle p_{1}(t_{2})=x_{2},\quad p_{2}(t_{2})=x_{1},\quad p_{3}(t_{2})=x_{3},\quad p_{4}(t_{2})=x_{4},\quad \Longrightarrow \quad \sigma _{2}:\left(x_{1},x_{2},x_{3},x_{4}\right)\mapsto \left(x_{2},x_{1},x_{3},x_{4}\right)},
{\displaystyle p_{1}(t_{3})=x_{1},\quad p_{2}(t_{3})=x_{2},\quad p_{3}(t_{3})=x_{4},\quad p_{4}(t_{3})=x_{3},\quad \Longrightarrow \quad \sigma _{3}:\left(x_{1},x_{2},x_{3},x_{4}\right)\mapsto \left(x_{1},x_{2},x_{4},x_{3}\right)},
{\displaystyle p_{1}(t_{4})=x_{2},\quad p_{2}(t_{4})=x_{1},\quad p_{3}(t_{4})=x_{4},\quad p_{4}(t_{4})=x_{3},\quad \Longrightarrow \quad \sigma _{4}:\left(x_{1},x_{2},x_{3},x_{4}\right)\mapsto \left(x_{2},x_{1},x_{4},x_{3}\right)}.
{{\displaystyle \textstyle \sigma _{1},\sigma _{2},\sigma _{3},\sigma _{4}}} ist die Galoisgruppe als Permutationsgruppe der Nullstellen, als Gruppe der Körperautomorphismen ergibt sie sich wie folgt:
Unter {\displaystyle \textstyle \sigma _{2}} werden {\displaystyle \textstyle {\sqrt {2}}} und {\displaystyle -{\sqrt {2}}} vertauscht werden, entsprechendes gilt bei {\displaystyle \textstyle \sigma _{3}} für {\displaystyle \textstyle {\sqrt {3}}} und {\displaystyle \textstyle -{\sqrt {3}}}. Unter {\displaystyle \textstyle \sigma _{4}} ändert sich bei beiden Wurzeln das Vorzeichen. Die Elemente der Galoisgruppe als Körperautomorphismen sind somit:
{\displaystyle \sigma _{1}':a+b{\sqrt {2}}+c{\sqrt {3}}+d{\sqrt {6}}\mapsto a+b{\sqrt {2}}+c{\sqrt {3}}+d{\sqrt {6}}},
{\displaystyle \sigma _{2}':a+b{\sqrt {2}}+c{\sqrt {3}}+d{\sqrt {6}}\mapsto a-b{\sqrt {2}}+c{\sqrt {3}}-d{\sqrt {6}}},
{\displaystyle \sigma _{3}':a+b{\sqrt {2}}+c{\sqrt {3}}+d{\sqrt {6}}\mapsto a+b{\sqrt {2}}-c{\sqrt {3}}-d{\sqrt {6}}},
{\displaystyle \sigma _{4}':a+b{\sqrt {2}}+c{\sqrt {3}}+d{\sqrt {6}}\mapsto a-b{\sqrt {2}}-c{\sqrt {3}}+d{\sqrt {6}}}.
Man sieht, dass unter {\displaystyle \textstyle \sigma _{2}'} neben dem Grundkörper {\displaystyle \textstyle \mathbb {Q} } der Körper {\displaystyle \textstyle \mathbb {Q} ({\sqrt {3}})} elementweise fest bleibt. Bei {\displaystyle \textstyle \sigma _{3}'} und {\displaystyle \textstyle \sigma _{4}'} sind die Fixkörper {\displaystyle \textstyle \mathbb {Q} ({\sqrt {2}})} bzw. {\displaystyle \textstyle \mathbb {Q} ({\sqrt {6}})}.
Weil das Ausgangspolynom {\displaystyle \textstyle x^{4}-5x^{2}+6=(x^{2}-2)(x^{2}-3)} nicht irreduzibel über {\displaystyle \mathbb {Q} } ist, operiert die Galoisgruppe nicht transitiv auf der Menge der Nullstellen dieses Polynoms: es gibt zum Beispiel kein Element der Galoisgruppe, das die Nullstelle {\displaystyle {\sqrt {2}}} auf die Nullstelle {\displaystyle {\sqrt {3}}} abbildet.
- Die algebraisch Konjugierten des primitiven Elementes {\displaystyle t_{1}={\sqrt {2}}+{\sqrt {3}}}, also die Nullstellen

{\displaystyle t_{2}=-{\sqrt {2}}+{\sqrt {3}}}, {\displaystyle t_{3}={\sqrt {2}}-{\sqrt {3}}} und {\displaystyle t_{4}=-{\sqrt {2}}-{\sqrt {3}}},
sind ebenfalls primitive Elemente, d. h. es gilt:
{\displaystyle \mathbb {Q} ({\sqrt {2}},{\sqrt {3}})=\mathbb {Q} ({\sqrt {2}}+{\sqrt {3}})=\mathbb {Q} (-{\sqrt {2}}+{\sqrt {3}})=\mathbb {Q} ({\sqrt {2}}-{\sqrt {3}})=\mathbb {Q} (-{\sqrt {2}}-{\sqrt {3}})}.